# Eberhard Schulze (Kulturwissenschaftler)
Eberhard Schulze  (* 26. Mai 1951 in Hannover; † 15. April 2019 in Neubrandenburg) war ein deutscher Kulturwissenschaftler, Heimatkundler und Lyriker.

## Leben und Wirken
Geboren wurde Schulze in Hannover. Nach Übersiedlung mit den Eltern 1956 in die DDR besuchte er die Schule in Neubrandenburg. Er absolvierte 1965–1969 eine Gärtnerlehre und parallel dazu besuchte er die Fachoberschule in Neubrandenburg mit Abitur 1969. Während seiner Oberschulzeit war er auch Mitarbeiter im Zirkel Schreibender Arbeiter Neubrandenburg und als Gast der Arbeitsgemeinschaft Junger Autoren des Bezirkes Neubrandenburg tätig.
Die Armeezeit absolvierte Schulze als Unteroffizier (Tastfunker) im Standort Neubrandenburg/Fünfeichen 1969–1972. Anschließend wurde er in den Staatsdienst im Bereich Kultur des Kreises Neubrandenburg übernommen und absolvierte gleichzeitig ein Fernstudium von 1973 bis 1978 an der Humboldt-Universität zu Berlin im Fach Kulturwissenschaft, Abschluss 1978 als Diplomkulturwissenschaftler. Bis 2014 war er im öffentlichen Dienst im Kreis Neubrandenburg, Landkreis Neubrandenburg, Landkreis Mecklenburg-Strelitz und im Landkreis Mecklenburgische Seenplatte angestellt.
Am 1. April 2014 wurde er pensioniert und widmete sich bis zu seinem Tod seinem Hobby als Schriftsteller zu Themen in Lyrk und Prosa.

## Mitgliedschaften und Auszeichnungen
- 2002 Auszeichnung mit dem „Daniel-Sanders-Kulturpreis“ des Landkreises Mecklenburg-Strelitz (im Kollektiv mit Frank Erstling, Frank Saß, Harald Witzke) für die Redaktion des Buches „Mecklenburg-Strelitz  – Beiträge zur Geschichte einer Region“
- 2010 Teilnahme an der 13. Lyrikmeisterschaft Mecklenburg-Vorpommern 2010 in Rostock. Auszeichnung mit dem 3. Preis
- Im Dezember 2015 Aufnahme als Mitglied im Verband deutscher Schriftstellerinnen und Schriftsteller (VS), Landesverband Mecklenburg-Vorpommern

## Veröffentlichungen (Auswahl)
- 1975 bis 2008 Publikationen zu heimatgeschichtlichen Themen der ehemaligen mecklenburgischen Glashütten
- 1981 bis 2002 Veröffentlichungen zu den ehemaligen Glashütten im Bezirk Neubrandenburg
- Ab 1992 Publikation von Liebesgedichten und erotischen Gedichten